# Hymna aneb Urfidlovačka
Hymna aneb Urfidlovačka je mírně mystifikační divadelní hra, jejímž ústředním tématem je vznik české národní písně. Autorem hry je Ladislav Smoljak a v této hře se inspiroval slavnou hrou Josefa Kajetána Tyla Fidlovačka aneb Žádný hněv a žádná rvačka, jejíž jedno hudební číslo se později stalo českou národní a státní hymnou. V Tylově díle má píseň Kde domov můj zcela okrajový význam a s dějem prakticky vůbec nesouvisí, avšak ve Smoljakově Hymně je tato skladba hlavním motivem hry a figuruje v ní jako předmět tahanic mezi českým ševcem, německým krejčím a židovským skladatelem. Vlastní hru předchází přednáška s hudebními ukázkami, která má za účel seznámit diváka s podivnou historií všech písní, které Češi museli za 160 let po premiéře Fidlovačky poslouchat v pozoru a s obnaženou hlavou.
| „                                            | Smoljakovu "Hymnu" považuji - ve svém žánru - za hru i inscenaci desetiletí. Neznám v českém jevištním humoru a satiře devadesátých let nic, co bych s ní mohl srovnávat. | “ |
| — Vladimír Just; Literární noviny 27.12.2000 | |   |

## Písně použité v představení
- Kde domov můj (česká hymna)
- Nad Tatrou sa blýska / Kopala studienku (slovenská hymna)
- Zachovej nám, Hospodine (rakouská císařská hymna)
- Deutschland, Deutschland über alles (německá hymna)
- Horst-Wessel-Lied / Die Fahne hoch (hymna NSDAP)
- Sojuz něrušimyj (sovětská hymna)
- Internacionála (hymna dělnického hnutí, potažmo komunismu)